# Fidel Riu i Dalmau
Fidel Riu i Dalmau (Sallent, Bages, 1895 - Sant Llorenç de Morunys, Solsonès, 1981) fou un escriptor, periodista i poeta. Havia estudiat magisteri i s'examina a "La Normal" de Barcelona. Treballà alguns anys com a professor al col·legi dels Jesuïtes de Manresa, però no li agradava la docència i preferí desenvolupar altres tasques.
De ben jove es traslladà a Manresa on començà a exercir de periodista i fou l'únic redactor fix d'El Pla de Bages del qual també en fou el director. Dirigí, les revistes " Cenacle" (de 1915 a 1917) i "Ciutat" (de 1926 a 1928). Editada per Ramon Torra i Pujol, i durant molt temps col·laborà en el setmanari Joventut, a L'Om i a la revista Cenacle, que representaven l'avantguarda de la literatura i la cultura a Manresa.
Participà dels ambients culturals de la ciutat i en entitats com ara el Centre Excursionista de la Comarca de Bages que, a més de les activitats esportives, tenia unes importants seccions destinades a promoure i divulgar els coneixements científics, tècnics, artístics... Visqué a Manresa fins al 1932 que es traslladà a Barcelona.
Tot i la seva absència, es tornà a fer present en el periodisme manresà entre 1953 i 1963 que, amagant-se sota el pseudònim de J. Armengol, ja que havia d'escriure en castellà, col·laborà a la revista Bages.
Guanyà la Flor Natural als Jocs Florals de Barcelona el 1916 amb l'obra De la vida al camp. I obtingué altres premis de poesia.

## Obra
Entre les seves obres destaquen: 
- El cant geòrgic (1918)
- La veu subtil (1920)
- Terra amorosa, poemes i cançons (1927)
- Terra daurada (1950)
- Fruita i llaminadures líriques (1951)
- Avui (1954)
- La terra i el temps (1958)

### Poesies presentades als Jocs Florals de Barcelona[3]
- Plenitud (1916)
- Elogi d'un vell hostal (1916)
- De la vida al camp (1916) (Premi de la Flor Natural)
- Cant de la meva terra (1917)
- Sé una verge pubescenta... (1917)
- La dona que sap somriure (1917)
- Nou cant a la dona catalana (1920)
- Cant a la meva ciutat (1921)
- Cançons d'amor i de temença (1922)
- Sonets georgians (1922)
- Crepuscles pirinencs (1922)
- El sojorn pirinenc (1923)
- Cançoneta barbre (1923)
- Dos cants a dos arbres germans (1924)
- El pi (1926) (2n accèssit a l'Englantina d'or)
- Corrandes gemades (1926)
- Paisatges dins la selva (1926)
- El pollancre en la nit (1926)
- Nova cançó de la rosa (1928)
- Sonets a Busa (1928 i 1929)
- Caminar en la nit... (1929)
- Cant a la muller (1931)
- Dos poemes. Del meu mas (1931)
- Rimes diminutes (1931) (2n accèssit a la Flor Natural)
- El fruit amarg (1932)